# Riedera elaeochrysa
Riedera elaeochrysa är en svampart som beskrevs av Fr. 1849. Riedera elaeochrysa ingår i släktet Riedera, ordningen disksvampar, klassen Leotiomycetes, divisionen sporsäcksvampar och riket svampar.   Inga underarter finns listade i Catalogue of Life.